# Testa della Tribolazione
La Testa della Tribolazione (Tête de la Tribulation in francese - 3.642 m s.l.m.) è una montagna appartenente al massiccio del Gran Paradiso, nelle Alpi Graie. Si trova lungo la linea di confine tra il Piemonte e la Valle d'Aosta.

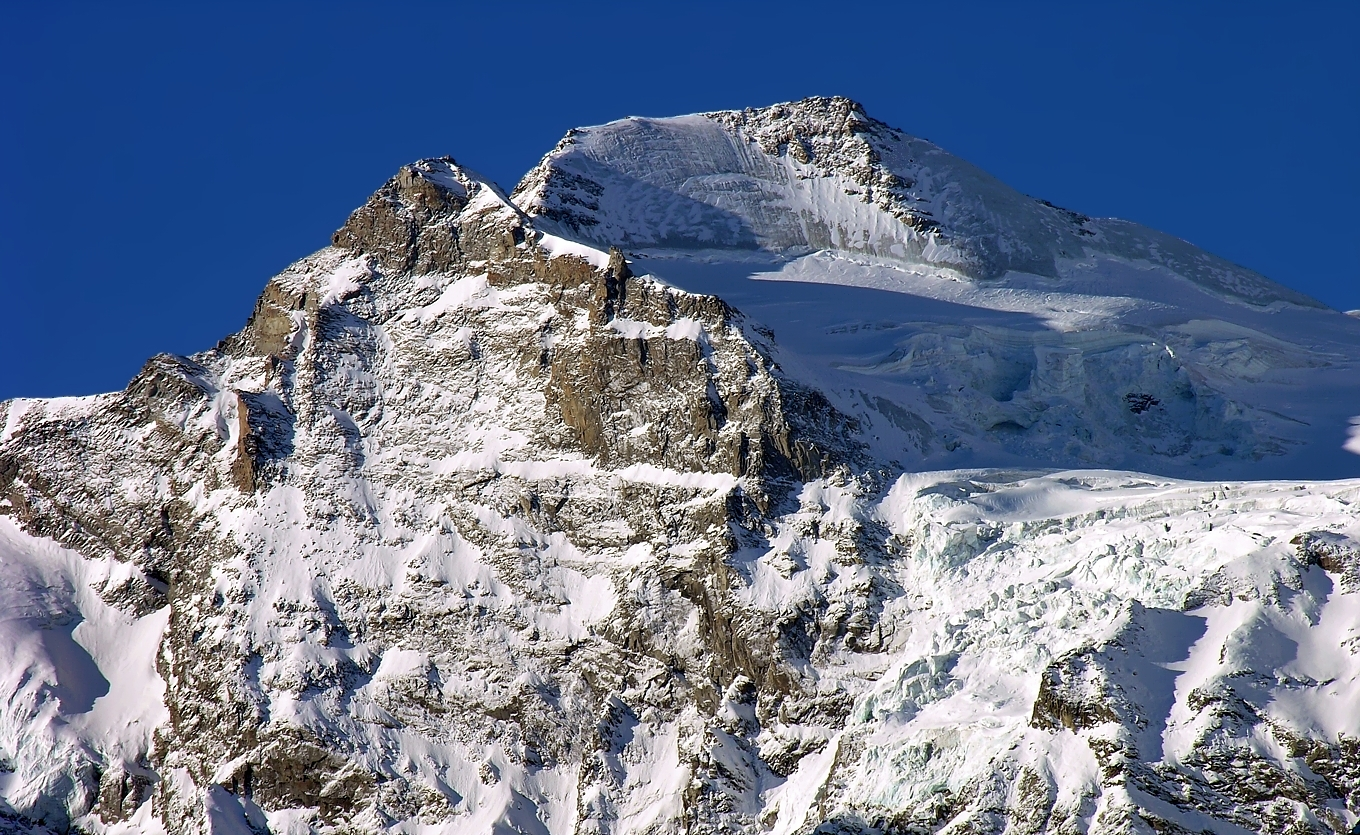
La Testa della Tribolazione. In primo piano la Testa di Valnontey.

## Descrizione
Ha la forma di una grande piramide troncata a metà e si trova tra il Colle della Luna (3542 m s.l.m.), ad ovest, e la Testa di Valnontey (3562 m s.l.m.), ad est. Il versante meridionale scende ripido sul ghiacciaio di Noaschetta, mentre quello settentrionale è totalmente ricoperto dal ghiacciaio della Tribolazione. La montagna è ben visibile da Cogne (1534 m s.l.m.) e dalla frazione di Gimillan (1787 m s.l.m.)